# 個人
個人（こじん）とは、
1. 社会集団と対比されている概念であり、社会集団を構成する個々の人のこと[1]。
2. 所属する団体やその地位などとは無関係な立場に立った人間としての一人[2]。私人[2]。

## 概説
日本語の「個人」という言葉は江戸時代にはみられない。服部徳の『民約論』（1877年（明治10年））には一個ノ人という言葉がみえ、高橋達郎の『米國法律原論』（同）には独立人民や各個人々となり、青木匡が訳した『政体論』（1878年（明治11年））では一個人となり、ついに文部省の訳『独逸國學士佛郎都氏 國家生理学（第二編）』（1884年（明治17年））で「個人」という言葉が記述された。これはIndividualの訳語といわれる。

## 個人と組織
『経営者の役割』(1938年) などで知られるチェスター・バーナードの組織論では個人（the individual）と人間（the person）の概念を区別している。バーナードの組織論では、「個人」は物的、生物的、社会的要因の統合物で没理論的な存在とするが、「人間」は自由意志と選択力をもつ意思決定者で論理的・合理的存在であるとしている。
また、バーナードの組織論では、単純なFO（formal organization）である単位組織を理念型とし、FOに参加する者は「個人人格」と「組織人格」の二重の人格を持つとする。その上で各人（貢献者）は個人人格によってFOに参加（貢献）するか否かを金銭的報酬や活動の社会的意義、ステータスなどの誘因により決定し、「誘因」と「貢献」のバランスが保たれる限りFOへの参加を個人は受け入れるとし、それに参加する限り組織人格が個人を支配するとしている。

## 法律と個人
「組織 / その組織を構成する個々の人」の対比は、法律用語では講学上「法人 / 自然人(英: natural person)」という用語を用いて行っている。日本の法律における文言では「人」になっている場合も「自然人」の場合も「個人」の場合もある。